# Черняк, Вадим Григорьевич
Вадим Черняк (31 декабря 1934, Харьков — 18 апреля 2008, Москва) — советский, российский поэт и журналист, заведующий отделом литературы в журнале "Сельская молодежь" (до 1998). В печати выступал как под своим именем, так и под коллективным псевдонимом «Ефим Самоварщиков», а под псевдонимом «В. Григорьев» и под своим именем вёл шахматный раздел в журнале «Сельская молодёжь».

## Биография
Родился в Харькове (Украина) в семье служащего и рабочей. В сороковые годы был нападающим юношеской сборной Москвы по футболу. В 1949—1950 годах работал в геолого-разведочной экспедиции.
Посещал литературное объединение «Магистраль», где особенно сблизился с поэтом Юрием Смирновым, для публикации стихов которого впоследствии очень много сделал.
Окончил строительный техникум в Москве (1957) и МГУ (1982). В 1958—1964 работал на строительстве, после чего начал работать журналистом — в газете «Московский комсомолец», потом в журналах «Комсомольская жизнь» и «Сельская молодёжь».
Печататься начал с 1961 года. Публиковался в журналах «Молодая гвардия», «Новый мир», альманахах «День поэзии» и «Поэзия». Несмотря на высокую оценку его стихов некоторыми критиками, например Борисом Слуцким, первого стихотворного сборника Черняку пришлось ждать долго — до 1989 года. Помимо стихов, Черняк писал книги о шахматах. Работал над романом о Несторе Махно.
Умер 18 апреля 2008 года в Москве.

## Книги
- Мы шагали по свету. Целиноград, 1962.
- Вечная молодость древней игры. Москва, «Знание», 1984.
- Мы играем в шахматы. Москва, «Физкультура и спорт», 1986.
- Тайна игры королей : для среднего школьного возраста [печатный текст] / Черняк, Вадим Григорьевич, Автор (Author); Громакова, О., Редактор (Editor); Мошкин, Константин Николаевич, Художник (Artist). - Москва : Молодая гвардия, 1989. - 142, [2] с.: ил.; 17 см. - (Мир твоих увлечений) .- Библиографический список в конце книги.- 100000 экземпляров . - ISBN 5-235-00278-4
- Большая осень: Стихи. Москва, «Советский писатель», 1989.
- Последний поезд: Книга стихов. Москва, «Московский рабочий», 1990.
- 1000 самых известных шахматных партий. Москва, «Астрель, АСТ», 2002.